# Cneorane sikanga
Cneorane sikanga es un coleóptero de la familia Chrysomelidae.
Fue descrita científicamente en 1963 por Gressitt & Kimoto.